# Acilius semisulcatus
Acilius semisulcatus är en skalbaggsart som beskrevs av Aubé 1838. Acilius semisulcatus ingår i släktet Acilius och familjen dykare. Inga underarter finns listade i Catalogue of Life.